# Водяной (фильм)
«Водяно́й» — советский короткометражный художественный фильм-комедия 1961 года, последняя режиссёрская работа Сергея Сиделёва. Фильм выходил и отдельно, и в «Сборнике комедийных фильмов» (1961) вместе с картинами «Самогонщики», «Чужой бумажник» и «Большие неприятности».

## Сюжет
Прохор Лыков (Эраст Гарин) целые дни напролёт проводит с удочкой на берегу местного озера, за что жители деревни прозвали его «Водяным». Соседи долго потешались над его страстью к рыбалке и не знали, как же добиться проку от такого непутёвого. Но вот у председателя появилась идея — дать Прохору общественную нагрузку, поставлять рыбу для колхоза.

## В ролях
- Эраст Гарин — Прохор Лыков
- Валентина Владимирова — Кланя, жена Лыкова
- Михаил Фёдоров — Андрей Иванович Караваев, председатель колхоза
- Анатолий Кубацкий — Евсей Никодимыч Пестриков
- Вера Титова — доярка
- Михаил Мудров — колхозник
- Вера Липсток — эпизод
- Николай Мельников — Генька, сын Евсея
- Витя Степанов — деревенский мальчик
- Е. Сердечкина — Пестрикова
- Владимир Казаринов — Тихон Тихонович
- Георгий Сатини — пастух

## Съёмочная группа
- Автор сценария: Эсфирь Буранова
- Режиссёр: Сергей Сиделёв
- Оператор: Анатолий Карпухин
- Художник: Александр Блэк